# Short Order / Eggsplode!
Short Order/Eggsplode är ett tv-spel till NES som utvecklades av Tose. Spelet gavs ut i december 1989. Till spelet använder man en Power Pad. Spelet innehåller två spel: "Short Order", som är ett Simon Says-liknande spel där man får en order och behöver göra hamburgaren exakt som ordern säger, samt "Eggsplode" som är ett spel där man måste förstöra bomber som en räv placerar under kycklingbon innan de exploderar utan att förstöra kycklingarna eller deras ägg. Spelet är ett arkadspel i actiongenren, med bland annat pusselinslag.